# 托木尔黄耆
托木尔黄耆（学名：Astragalus dsharkenticus）是豆科黄芪属的植物。分布在中亚以及中国大陆的新疆等地，生长于海拔1,800米的地区，多生长在山坡草地，目前尚未由人工引种栽培。

## 异名
- Astragalus dsharkenticus M. Popov var. gongliuensis S. B. Ho